# Indio Solari
Carlos Alberto Solari (Paraná; 17 de enero de 1949), conocido artísticamente como Indio Solari, es un músico argentino, miembro fundador y cantante de los grupos Patricio Rey y sus Redonditos de Ricota, Los Fundamentalistas del Aire Acondicionado y El Mister y los Marsupiales Extintos.
En 1975, en la ciudad de La Plata, forma Los Redondos junto a Skay Beilinson. La banda editó nueve álbumes de estudio hasta su disolución, en 2001. La carrera de Solari entró en un hiatus hasta 2004, cuando presentó el primer álbum de LFDAA titulado El tesoro de los inocentes (Bingo Fuel). En 2007 lanzó su segundo disco, Porco Rex, en 2010 el tercero, El perfume de la tempestad, en 2013 el cuarto, Pajaritos, bravos muchachitos, y en 2018 el quinto, El ruiseñor, el amor y la muerte. Su último recital en vivo fue en Olavarría 2017. Desde entonces ha trabajado en estudio y publicado libros. En 2020, ofreció un concierto en el que participó de manera virtual mediante técnicas holográficas. En 2023 confirmó su retiro de los escenarios debido a la enfermedad de Parkinson.
Su voz y el uso de metáforas en sus letras para muchos lo convirtieron en un icono de la contracultura en la escena del rock argentino. Su imagen pública se caracteriza por su escasa aparición y la concesión de entrevistas solo mediante la radiocomunicación. En 1995 recibió un Premio Konex, el «Diploma al Mérito», como uno de los mejores cantantes de la década de su país, y nuevamente en 2015 el «Konex de Platino» al «Mejor cantante de rock de la década».

## Biografía
Nació en Paraná, Entre Ríos, Argentina, el 17 de enero de 1949. Al poco tiempo de vida, su familia se mudó a la ciudad de La Plata, donde pasó su infancia y adolescencia. Desde muy chico se vio influenciado por autores y poetas beatnik como Jack Kerouac, Lawrence Ferlinghetti, Gregory Corso, entre otros, y por historietas y libros de ciencia ficción. Desde joven estuvo ligado al arte: era aficionado al dibujo y las artes gráficas. En 1966 fue alumno de la Escuela Primaria N.º 33 de La Plata, donde conoció a Isa Portugheis, su amigo de la infancia que luego sería baterista de Los Redondos. Luego pasó a la Escuela Industrial N.º 1 Albert Thomas.
Al terminar la escuela secundaria, a la edad de 18 años, ingresó al instituto de Bellas Artes. Rindió algunas materias pero fue expulsado un año más tarde. Tres décadas después, contestaría su primera entrevista para la revista de rock La García, donde se refirió al hecho: "En esa época lo más importante era la rebeldía", declaró.
En la década de 1970 sería socio con su amigo Guillermo "Skay" Beilinson en un pequeño taller de estampado de telas en Valeria del Mar llamado "El Mercurio". Por ese entonces el Indio ya era catalogado en su ciudad como un personaje enigmático por su dialéctica ácida y sus comportamientos poco convencionales.

## Trayectoria musical

### 1976-2001: Patricio Rey y sus Redonditos de Ricota
Patricio Rey y sus Redonditos de Ricota, también conocidos como Los Redondos, fue un grupo musical de rock alternativo argentino formado en La Plata en el año 1976 e integrado, en su mayor parte, por el Indio Solari (voz y composición), Skay Beilinson (guitarra y composición), Semilla Bucciarelli (bajo), Walter Sidotti (batería) y Sergio Dawi (saxofón, armónica y piano). Es considerado uno de los grupos más importantes e influyentes de la historia de la música de Argentina, así como también uno de los más convocantes en términos de audiencia.
Comenzaron sus actuaciones en vivo en 1977, como una exhibición de rock teatral, con toda una troupe circense de monologuistas, payasos y bailarinas desnudistas, que entre canciones subían al escenario a hacer sus números. Progresivamente fueron deshaciéndose de los números teatrales, algo que terminaron de descartar tras la recepción de su álbum debut, Gulp! (1985). A partir de allí, se establecieron únicamente como un grupo musical. En la segunda mitad de la década de 1980 continuaron su firme ascenso, con el lanzamiento de álbumes como Oktubre (1986), Un baión para el ojo idiota (1988) y ¡Bang! ¡Bang! Estás liquidado (1989), coronándolo en diciembre de 1989 en el Estadio Obras Sanitarias con tres recitales. Luego de eso, se convirtieron en un fenómeno masivo con recitales en estadios cada vez más grandes, a la vez que empezaron a experimentar con rock alternativo y publicaciones polémicas, como lo fueron ambos volúmenes de Lobo suelto, cordero atado (1993) y Luzbelito (1996). Sin embargo, la violencia en los recitales por parte de la policía fue aumentando y cada vez hubo más incidentes, con heridos y muertes, como el caso de Walter Bulacio en 1991. Esto provocó que el grupo se alejara de la capital y empezara, a partir de 1995, a hacer recitales en todo el país. A fines de siglo, la banda hizo un cambio en su estilo, al adoptar un sonido de rock electrónico en Último bondi a Finisterre (1998) y Momo Sampler (2000). La banda llegó a su clímax en abril de 2000 con el que fue su recital con mayor convocatoria: 70 mil asistentes en el Estadio Monumental. No obstante, el desgaste por la violencia crónica en sus recitales, sumado a diferencias artísticas entre los miembros, influyeron para que en noviembre de 2001 la banda anunciara su separación.

La única aparición televisada de Solari con Patricio Rey y sus Redonditos de Ricota fue en una conferencia en agosto de 1997, luego de un recital suspendido en Olavarría. 

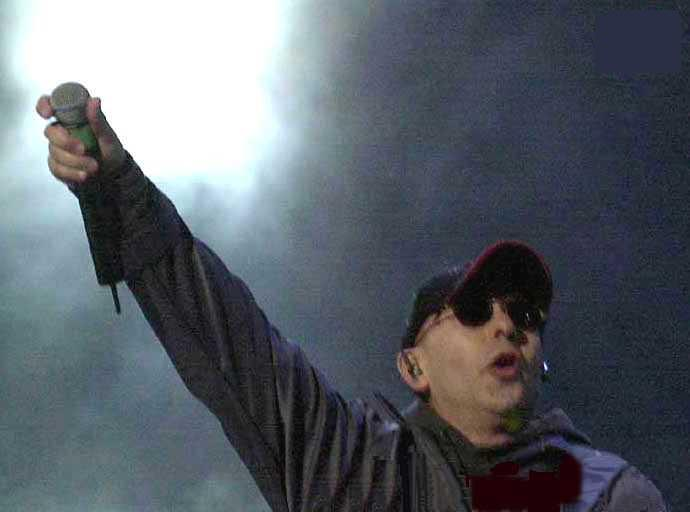
Solari con Patricio Rey y sus Redonditos de Ricota durante la penúltima presentación de la banda en el Estadio Centenario de Montevideo, año 2001.

### 2004-2019: Los Fundamentalistas del Aire Acondicionado
El grupo Los Fundamentalistas del Aire Acondicionado fue formado por el Indio Solari tras la disolución de Los Redondos, inicialmente compuesto por Julio Sáez y Baltasar Comotto en guitarra, Marcelo Torres en bajo, y Hernán Aramberri en batería, Sergio Colombo en saxo, Miguel Ángel Tallarita en trompeta, Déborah Dixon en coro y Pablo Sbaraglia en teclados. En los sucesivos trabajos discográficos con esta banda, Solari aparece en los créditos de los álbumes con seudónimos: «Caballo Loco», «Monsieur Sandoz», «Artista Invitado», «El Fisgón Ciego» y «Protoplasman».
Desde su periodo inicial en 2004 hasta la actualidad la banda de Los Fundamentalistas del Aire Acondicionado ha sufrido cambios: en 2015 Hernán Aramberri abandonó su lugar y dejó tanto la batería como la dirección musical a cargo de Martín Carrizo, quien se integró en el 2008. También el bajista original Marcelo Torres se fue de la banda en 2015 por causas desconocidas y fue reemplazado por otro músico de Gustavo Cerati (Martín Carrizo participó en el álbum Bocanada). Fernando Nalé fue anunciado por Solari como nuevo integrante en el show de Tandil en el año 2016 y posteriormente participó en el siguiente show de Olavarría en 2017. Además, en sus últimos dos conciertos participaron Emanuel Sáez y Axel Lang.
El tesoro de los inocentes

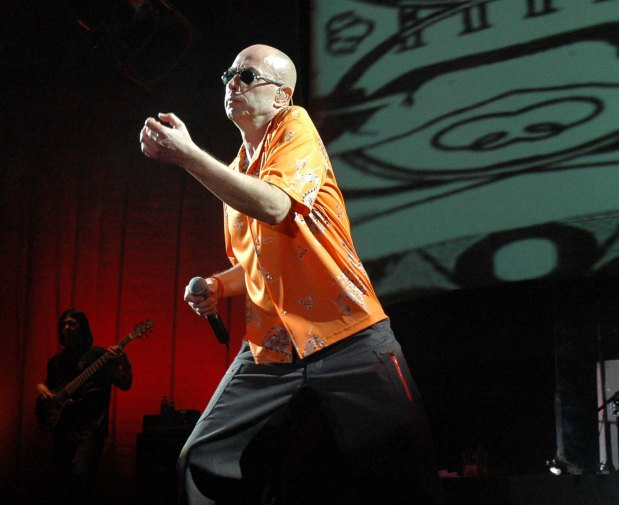
Solari, ya junto a Los Fundamentalistas del Aire Acondicionado en La Plata, año 2005

El primer álbum de la banda fue El tesoro de los inocentes (Bingo Fuel), grabado en Parque Leloir en 2004. Solari explicó que el término "bingo fuel" era utilizado por los pilotos en la guerra cuando no sabían si aún tenían combustible al regresar de una misión, "lo que equivale a decir que su permanencia en el aire era totalmente azarosa". El disco contó con Julio Sáez y Baltasar Comotto en guitarras, Marcelo Torres en bajo, Hernán Aramberri en batería, Alejo Von Der Pahlen en saxos, Ervin Stutz en vientos y Solari como artista invitado en voz, guitarra y teclados. Además, tuvo la participación de Deborah Dixon como voz invitada en el tema "La piba del Blockbuster". Este disco fue presentado los días 12 y 13 de noviembre de 2005 en el Estadio Único de La Plata, Argentina, y el 3 de diciembre de ese año en Montevideo, Uruguay.
Porco Rex
Su segundo disco, titulado Porco Rex, salió a la venta el 6 de diciembre de 2007. Solari, que aparece en los créditos como "Monsieur Sandoz", sostiene que el disco gira alrededor de la "muerte, el amor, el deseo y la traición", y que estos tópicos parten desde el tema central, "Y mientras tanto el Sol se muere", dedicado a su esposa Virginia. Sostiene también que el arte de tapa e interior del disco se debe a la burlesca manera actual de tratar al amor en la sociedad del siglo XXI. Cuenta con la participación especial de Andrés Calamaro bajo el nombre de "el Inefable Señor Gama Alta" en el tema "Veneno paciente".
El artista presentó el disco el 12 de abril de 2008 en el anfiteatro de Jesús María, ante aproximadamente unas 40 000 personas. La segunda fecha se produjo el 5 de julio del mismo año en el Hipódromo de Tandil ante 35 000 espectadores. La siguiente fecha fue el 27 de septiembre de 2008 en el estadio Juan Gilberto Funes de San Luis, que albergó a 40 000 espectadores. Las últimas fechas del año fueron los días 20 y 21 de diciembre en el Estadio Único de La Plata, donde Andrés Calamaro subió al escenario para cantar tres temas junto al Indio: "Veneno paciente", "El salmón" y "Esa estrella era mi lujo".
El 19 de septiembre de 2009 se presentó en el estadio Padre Martearena de Salta capital ante más de 35 000 espectadores, reviviendo viejos temas de Patricio Rey y sus Redonditos de Ricota como "Todo un palo", "El arte del buen comer" y "Fuegos de Oktubre", entre otros. La banda reapareció el 3 de noviembre de 2010 en el Hipódromo de Tandil, siendo su único show en el año, en el cual logró albergar la mayor cantidad de público hasta ese momento: 80 000 espectadores.
El perfume de la tempestad
Pocos días después, el 30 de noviembre de 2010, sale a la venta su tercer material, titulado El perfume de la tempestad, en el que aparece nombrado como "Caballo Loco". El disco fue presentado en una entrevista radial con Mario Pergolini en su programa ¿Cuál es? de la radio Rock & Pop.
En 2011 el Indio realizó tres recitales en el marco de la presentación de El perfume de la tempestad. El 26 de marzo en el Estadio Padre Ernesto Martearena de Salta (35 000 personas), el 3 de septiembre en el Autódromo Eusebio Marcilla de Junín (100 000 personas, batiendo su récord personal) y el 3 de diciembre en el Hipódromo de Tandil (80 000 personas).
Durante 2012 se mantuvo lejos de los escenarios. Su regreso se produjo el 14 de septiembre de 2013 junto a Los Fundamentalistas en el autódromo Jorge Ángel Pena en San Martín, Mendoza, con 150 000 espectadores (batiendo su récord personal).
Pajaritos, bravos muchachitos
El 12 de abril de 2014 dio un show presentando Pajaritos, bravos muchachitos ante más de 170 000 espectadores en Gualeguaychú, Entre Ríos, batiendo su récord personal. Fue la primera vez que aparecieron juntos en un escenario al Indio, Semilla Bucciarelli, Walter Sidotti y Sergio Dawi por primera vez desde la separación de Patricio Rey.
El 13 de diciembre del mismo año volvió a dar un recital en el Autódromo Miguel Ángel Pena de San Martín, en Mendoza. La organización esperaba a 50000 personas, pero las expectativas fueron superadas y asistieron 120 000. La organización tenía previsto una convocatoria de 50000 personas, pero ingresaron al autódromo 100 000 por medio de entradas falsas e inclusive derribando algunas puertas. También se produjeron hechos de violencia que fueron reprimidos con balas de goma por parte de la policía, cuando algunas personas comenzaron a tirar objetos contundentes por la mala calidad de sonido, o cuando algunas personas con su correspondiente entrada no lograron ingresar por la cantidad de "colados".
En concierto

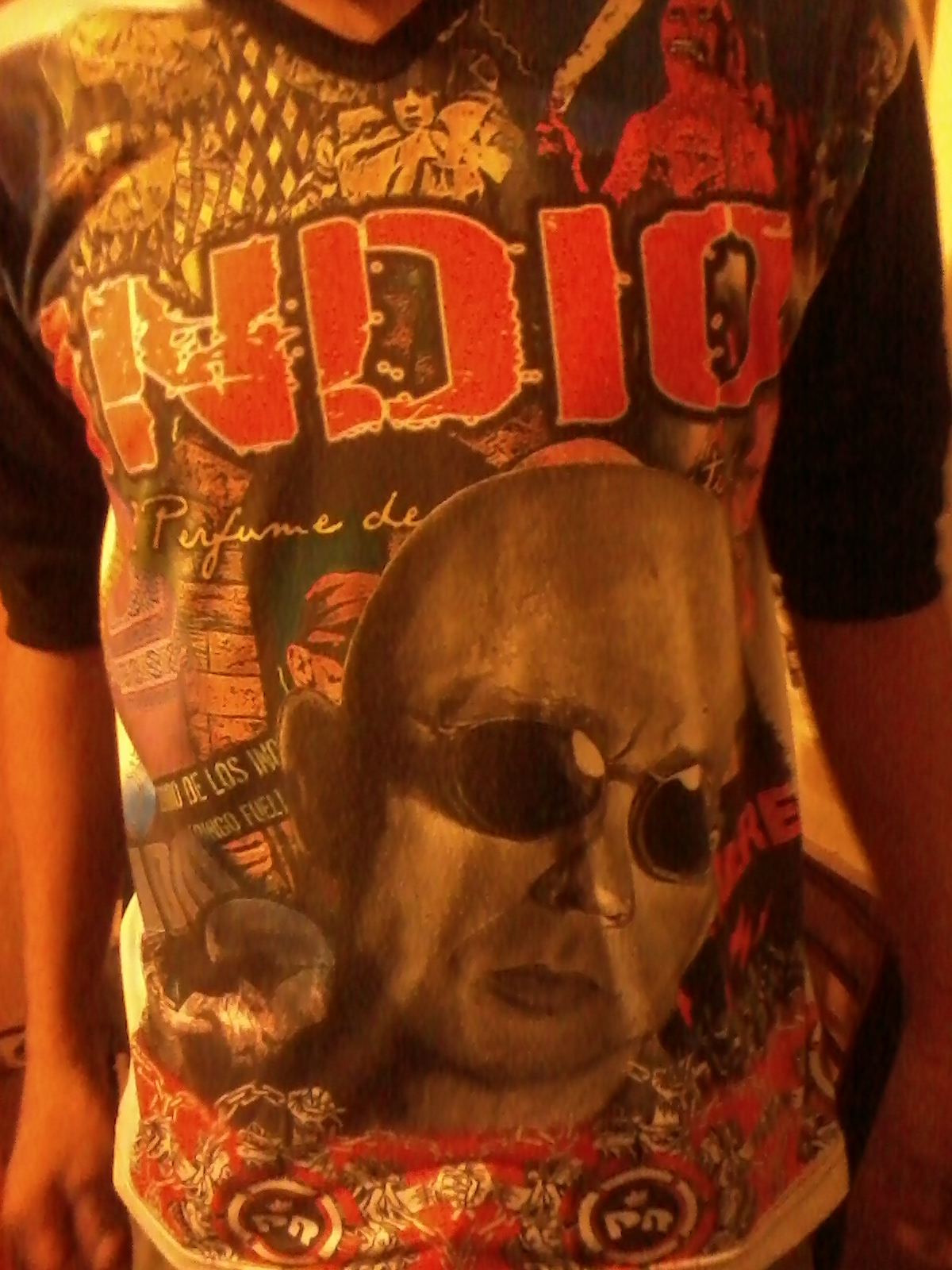
Los seguidores de Solari comúnmente se caracterizaban por hacer y llevar remeras y banderas con su nombre o cara, también, con la ciudad de donde provenían.

A mediados del año 2015 su mánager Julio Sáez anunció a través de la web que utilizan para el contacto externo, Redonditos de Abajo, que no habría shows ese año por cuestiones de agenda de Solari. Tiempo después él mismo dio una nota a la radio Vorterix anunciando su película personal, que era una grabación del show que realizó el 21 de diciembre de 2008 en la última presentación de Porco Rex en el Estadio Único de La Plata. La misma fue grabada por 12 cámaras HD, una Condor Cam y una cámara en un helicóptero para tomas aéreas. "La Película" fue presentada en el estadio Luna Park en agosto de 2015 abriendo así una gira por más de doscientas cincuenta salas de todo el país. En una nota que dio su mánager a la revista Rolling Stone confirmó que Solari se encontraba trabajando en memorias personales, escribiendo y preparándose para grabar otro disco, y que en 2016 habría un nuevo show.
El 16 de diciembre de 2015 se lanzó a la venta el primer DVD de su carrera, el mismo que se presentó meses antes en el Estadio Luna Park y en todo el país, con un formato de 2 DVD + 2 CD registrando en ellos todo lo que se vio en el cine. El disco se autodenomina En concierto y se comercializa a través de la distribuidora DBN.
Tandil 2016
En los primeros días de enero de 2016, la página web Redonditos de Abajo confirmó que el Indio Solari se presentaría en Tandil el 12 de marzo de ese año. La venta de entradas fue más prudente que en recitales anteriores, porque no se dieron a conocer hasta el día de su venta para prevenir entradas falsificadas.
Olavarría 2017
El ruiseñor, el amor y la muerte
El ruiseñor, el amor y la muerte es el quinto trabajo de Los Fundamentalistas del Aire Acondicionado, presentado el 26 de julio de 2018 por Marcelo Figueras en FM La Patriada (102.1). En él, el Indio (acreditado como Protoplasman) homenajea a distintas figuras que lo formaron como artista y persona a lo largo de su vida. Fue el último álbum en el que Solari participó activamente.
El 7 de marzo de 2020 el grupo Los Fundamentalistas del Aire Acondicionado brindó un concierto en donde mostraron un holograma 3D con la figura del Indio Solari.

### 2020-presente: El Mister y los Marsupiales Extintos
En 2022 comenzó El Mister y los Marsupiales Extintos, otro proyecto solista junto a miembros de Los Fundamentalistas del Aire Acondicionado, realizando música experimental, las cuales compartió en su canal de Youtube, el proyecto se llama "El Mister y Los marsupiales extintos" quienes son Indio Solari como El Míster (voz), Gaspar Benegas como Conrado Marsupial (guitarra principal), Axel Lang como Rubén Marsupial (teclados y samplers), Fernando Nalé como Marta Marsupial y Marsupial Neil (bajo y masterización), Sergio Colombo como Honorato Marsupial (saxofón) y Lucas Solari como Carlín Marsupial (guitarra secundaria). Las canciones que presentó en su canal fueron "De las ventajas de caminar dormida" y Ken Kesey (scherzo).
En 2024, el 20 de marzo, se presentó Quemarás una nueva canción de Wos, el cantante, músico, actor y freestyler argentino. En esta canción, el Indio Solari participó como cantante invitado. Quemarás forma parte del tercer disco de Wos. Según la revista Rolling Stone Argentina "Puede entenderse a esta colaboración como el resultado de un vínculo entre el rapero y el excantante de Los Redondos. En “Luz Delito”, de Caravana, su álbum debut de 2019, incluía una cita al riff de “Luzbelito y las sirenas”, el clásico ricotero de 1996. Y en Canguro, del mismo álbum, advertía “fijate siempre de que lado de la mecha te encontrás” (en una cita a “Queso Ruso”, de La mosca y la sopa, 1991)".

## Otros trabajos
Solari aparece como invitado en el álbum Tren de fugitivos de El soldado (ex asistente de Patricio Rey y sus Redonditos de Ricota) en las canciones "Ángel de los perdedores" y "Trago especial" con demás integrantes de su banda. 
En 2006 accede a grabar una versión por primera vez en su carrera, para el álbum Escúchame entre el ruido, de su amigo Lito Vitale, para lo cual cantó "El salmón", de Andrés Calamaro. En 2008 apareció como cantante invitado en el álbum El Club de la Moneda de Plata, de Pablo Sbaraglia, en la canción "Nada! (Zippo Rock)", y en 2011 también aparece como cantante invitado en la canción "A lo mejor" del álbum Blindado, obra del guitarrista Baltasar Comotto.
En septiembre de 2017 publicó su primer libro, Escenas del delito americano, con dibujos de Serafín y la colaboración del guionista Matías Santellán a cargo de la secuenciación y el script. Una novela gráfica basada en la mítica e inédita obra inconclusa del músico llamada El delito americano con prólogo del escritor Marcelo Figueras. Posteriormente ese mismo año participó como invitado recitando un texto en el disco debut de la banda Tamboor (de uno de los guitarristas de su banda) al principio de la canción "Súper tribu".

## Vida personal
Solari está casado desde 1988 con Virginia Mones Ruiz, con quien en 2000 tuvo a su primer y único hijo hasta el momento, Bruno. Viven en una casa de campo en Parque Leloir donde él tiene su propio estudio de grabación. En este se grabó y masterizo el disco Momo Sampler y todos sus trabajos con "Los Fundamentalistas". Ante noticias que circularon en los meses previos, en el recital de Tandil 2016, el 12 de marzo de 2016 confirmó que padece la enfermedad de Parkinson.
Solari se muestra como un firme militante de la ideología de izquierda política, sin embargo no profundiza exactamente en cual, ya que afirma que normalmente surgen diferentes modelos de izquierda. Su identificación es principalmente con el peronismo y kirchnerismo. Fue criado en una familia peronista y promueve que los jóvenes se involucren en la política.
Solari es fanático del Club Atlético Boca Juniors, aunque no concurre a los partidos por fobia a la aglomeración. Es amigo de Juan Román Riquelme y mantuvo una relación de amistad lejana con Diego Armando Maradona.

## Estilo y características vocales
La voz de Solari puede clasificarse como barítono, con una notable tendencia a las notas agudas. Sin embargo, la tesitura de su voz abarca notas que se encuentran más allá del registro vocal habitual de un barítono, puesto que llega a lograr desde un re2  (como puede oírse en La piba del Blockbuster) a un do5 (que puede percibirse en A los pajaritos que cantan sobre las selvas de Internet).
El Indio ha expresado que considera tener "facultades escasas para el canto", a pesar del uso intutivo de vibratos y rasgados en su voz como técnicas vocales habituales de sus interpretraciones. Además de este aspecto técnico, en el estilo de Solari como vocalista se puede reconocer su formación en el cine y el teatro, lo que el cantante incorpora a su interpretación vocal al expresar un amplio espectro emocional en sus letras.
Solari ha descrito su voz al cantar como una "frenada de coche", una metáfora con la que ilustra su timbre peculiar, a menudo calificado como áspero y enérgico. Su versatilidad como vocalista se manifiesta en su capacidad para lograr desde un canto rasposo o vigoroso a interpretaciones más sutiles y emocionales, lo que le permite la creación de diversidad de climas y texturas en sus canciones.

## Discografía
| Año  | Álbum |
| ---- | --- |
| 1985 | Gulp! - Lanzamiento: 1985 - Discográfica: Wormo Records - Formatos: Vinilo, cassette y CD                          |
| 1986 | Oktubre - Lanzamiento: 1986 - Discográfica: Wormo, Del Cielito - Formatos: Vinilo, cassette y CD                   |
| 1988 | Un baión para el ojo idiota - Lanzamiento: 1988 - Discográfica: Del Cielito - Formatos: Vinilo, cassette y CD      |
| 1989 | ¡Bang! ¡Bang!... Estás liquidado - Lanzamiento: 1989 - Discográfica: Del Cielito - Formatos: Vinilo, cassette y CD |
| 1991 | La mosca y la sopa - Lanzamiento: 1991 - Discográfica: Del Cielito - Formatos: Vinilo, cassette y CD               |
| 1993 | Lobo suelto, cordero atado, vol. 1 - Lanzamiento: 1993 - Discográfica: Del Cielito - Formatos: Cassette y CD       |
| 1993 | Lobo suelto, cordero atado, vol. 2 - Lanzamiento: 1993 - Discográfica: Del Cielito - Formatos: Cassette y CD       |
| 1996 | Luzbelito - Lanzamiento: 1996 - Discográfica: Del Cielito - Formatos: Cassette y CD                                |
| 1998 | Último bondi a Finisterre - Lanzamiento: 1998 - Discográfica: Patricio Rey Discos - Formatos: Cassette y CD        |
| 2000 | Momo Sampler - Lanzamiento: 2000 - Discográfica: Patricio Rey Discos - Formatos: Cassette y CD                     |

| Año  | Álbum                                                                                                  |
| ---- | --- |
| 2004 | El tesoro de los inocentes (Bingo Fuel) - Lanzamiento: 2004 - Discográfica: Luzbola - Formatos: CS, CD |
| 2007 | Porco rex - Lanzamiento: 2007 - Discográfica: Luzbola - Formatos: CD                                   |
| 2010 | El perfume de la tempestad - Lanzamiento: 2010 - Discográfica: Luzbola - Formatos: CD                  |
| 2013 | Pajaritos, bravos muchachitos - Lanzamiento: 2013 - Discográfica: Luzbola - Formatos: CD               |
| 2018 | El ruiseñor, el amor y la muerte - Lanzamiento: 2018 - Discográfica: Luzbola - Formatos: CD            |

### Álbumes en vivo
| Año  | Álbum                                                                                   |
| ---- | --------------------------------------------------------------------------------------- |
| 1992 | En directo - Lanzamiento: 1992 - Discográfica: Del Cielito - Formato: Cassette y CD     |
| 2015 | En concierto - Lanzamiento: 2015 - Discográfica: Independiente - Formatos: 2 CD + 2 DVD |

### Conciertos con Los Fundamentalistas del Aire Acondicionado
| Gira                                    | Lugar                             | Ciudad       | Fecha                    | Público         |
| --------------------------------------- | --------------------------------- | ------------ | ------------------------ | --------------- |
| El tesoro de los inocentes (Bingo Fuel) | Estadio Ciudad de La Plata        | La Plata     | 12 de noviembre de 2005  | 50 000          |
| El tesoro de los inocentes (Bingo Fuel) | Estadio Ciudad de La Plata        | La Plata     | 13 de noviembre de 2005  | 50 000          |
| El tesoro de los inocentes (Bingo Fuel) | Velódromo Municipal de Montevideo | Montevideo   | 3 de diciembre de 2005   | 15 000          |
| Porco Rex                               | Anfiteatro José Hernández         | Jesús María  | 12 de abril de 2008      | 40 000          |
| Porco Rex                               | Hipódromo de Tandil               | Tandil       | 5 de julio de 2008       | 70 000          |
| Porco Rex                               | Estadio Juan Gilberto Funes       | La Punta     | 27 de septiembre de 2008 | 40 000          |
| Porco Rex                               | Estadio Ciudad de La Plata        | La Plata     | 20 de diciembre de 2008  | 50 000          |
| Porco Rex                               | Estadio Ciudad de La Plata        | La Plata     | 21 de diciembre de 2008  | 50 000          |
| Porco Rex                               | Estadio Padre Ernesto Martearena  | Salta        | 19 de septiembre de 2009 | 40 000          |
| Porco Rex                               | Hipódromo de Tandil               | Tandil       | 13 de noviembre de 2010  | 120 000         |
| El perfume de la tempestad              | Estadio Padre Ernesto Martearena  | Salta        | 26 de marzo de 2011      | 50 000          |
| El perfume de la tempestad              | Autódromo Eusebio Marcilla        | Junín        | 3 de septiembre de 2011  | 100 000-120 000 |
| El perfume de la tempestad              | Hipódromo de Tandil               | Tandil       | 3 de diciembre de 2011   | 80 000          |
| El perfume de la tempestad              | Autódromo Jorge Ángel Pena        | San Martín   | 14 de septiembre de 2013 | 150 000         |
| Pajaritos, bravos muchachitos           | Hipódromo de Gualeguaychú         | Gualeguaychú | 12 de abril de 2014      | 180 000         |
| Pajaritos, bravos muchachitos           | Autódromo Jorge Ángel Pena        | San Martín   | 13 de diciembre de 2014  | 100 000         |
| Pajaritos, bravos muchachitos           | Hipódromo de Tandil               | Tandil       | 12 de marzo de 2016      | 200 000         |
| Pajaritos, bravos muchachitos           | Predio "La Colmena"               | Olavarría    | 11 de marzo de 2017      | 225 000-243 000 |

## Filmografía
- Piedra que late (2013)
- Tsunami: Un océano de gente (2017)

## Premios y nominaciones
Premios Carlos Gardel
| Año  | Categoría(s)                | Nominación                    | Resultado | Ref.   |
| ---- | --------------------------- | ----------------------------- | --------- | ------ |
| 2014 | Mejor álbum artista de rock | Pajaritos, bravos muchachitos | Nominado  | [ 84 ] |
| 2016 | Mejor DVD                   | En concierto                  | Ganador   | [ 85 ] |

Premios Konex
| Año  | Categoría(s)               | Nominación   | Resultado   | Ref.   |
| ---- | -------------------------- | ------------ | ----------- | ------ |
| 1995 | Cantante masculino de Rock | Indio Solari | Galardonado | [ 86 ] |
| 2015 | Solista masculino de Rock  | Indio Solari | Galardonado | [ 86 ] |